# St. Gottfried (Butzbach)

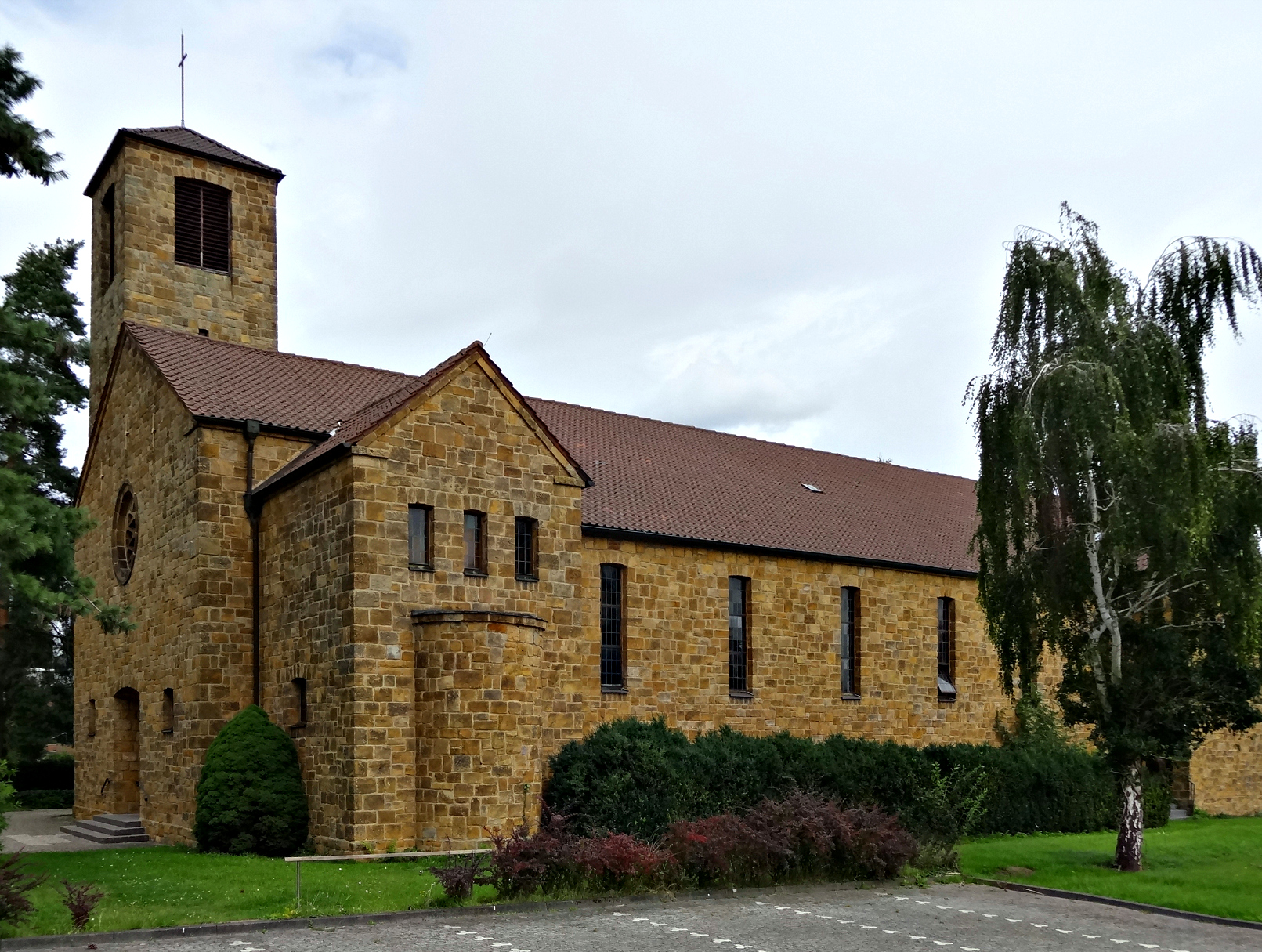
St. Gottfried von Südwest

St. Gottfried ist die römisch-katholische Pfarrkirche in Butzbach im Wetteraukreis. Das hessische Kulturdenkmal wurde 1952/53 von Jan Hubert Pinand aus Sandstein errichtet. Der blockhafte Baukörper lehnt sich architektonisch an eine romanische Basilika an, entwickelt die Bauform aber eigenständig weiter. Zum Inventar gehört ein spätgotischer Marienaltar aus der Zeit nach 1514.

## Geschichte
Butzbach wird in einer Schenkungsurkunde an Kloster Lorsch im Jahr 773 erstmals urkundlich erwähnt (Botisphaden). Eine erste Kirche in Butzbach wird für das 8. Jahrhundert angenommen. Im Jahr 1232 ist ein Kirchenpatronat in Butzbach nachgewiesen. Erhalten ist ein romanischer Taufstein aus der ersten Hälfte des 13. Jahrhunderts. Im Jahr 1303 wird ein Pleban erwähnt und im Jahr 1342 die Butzbacher Pfarrei. Die Pfarrkirche St. Markus wurde im frühen 14. Jahrhundert errichtet. Das Patronatsrecht lag bis zur Gründung des Butzbacher Kugelherrenstifts bei der Propstei Petersberg im Bistum Fulda. Mit Gründung des Stifts an der Markuskirche im Jahr 1468 ging die Verwaltung und Versorgung aller geistlichen Einrichtungen in Butzbach an die Kugelherren über. Im späten Mittelalter verfügte die Stadt neben der Pfarrkirche über vier weitere Gotteshäuser, mehrere Ordensniederlassungen und zwei Hospitäler. Kirchlich gehörte Butzbach im Dekanat Friedberg zum Archidiakonat St. Mariengreden im Bistum Mainz und bildete einen eigenen Sendbezirk.
Mit Einführung der Reformation im Jahr 1535 wechselte die Gemeinde zum evangelisch-lutherischen Bekenntnis. Am Ende des 18. Jahrhunderts überstieg die Anzahl der Juden in der Landgrafschaft Hessen-Darmstadt die Anzahl der Katholiken. Im Jahr 1803 wurden 13 Katholiken und 11 Juden gezählt. Die Aufklärung förderte die Duldung von Katholiken in den protestantischen Gebieten. Im Zuge der Säkularisation verwaltete der hessische Staat das katholische Kirchenvermögen. Fortan wurden die Katholiken in Starkenburg und Westfalen einer landesherrlichen geistlichen Aufsichtsbehörde, dem „Kirchen- und Schulrat“, unterstellt, der über eine evangelische und eine katholische Abteilung verfügte. Für das Jahr 1821 ist eine Eingabe der Katholiken an den Kirchen- und Schulrat der Stadt erhalten, in der eine Durchführung katholischer Gottesdienste beantragt wird. Die protestantische Bürgerschaft erlaubte die Nutzung der Wendelinskapelle unter Auflage einer Beteiligung an den Bauerhaltungskosten. Aufgrund der Mittellosigkeit der Antragsteller und weil eine staatliche Besoldung des Kaplans in Rockenberg nicht gewährt wurde, wurden die Pläne nicht umgesetzt. Eine weitere Eingabe im Jahr 1851 blieb ebenfalls erfolglos.

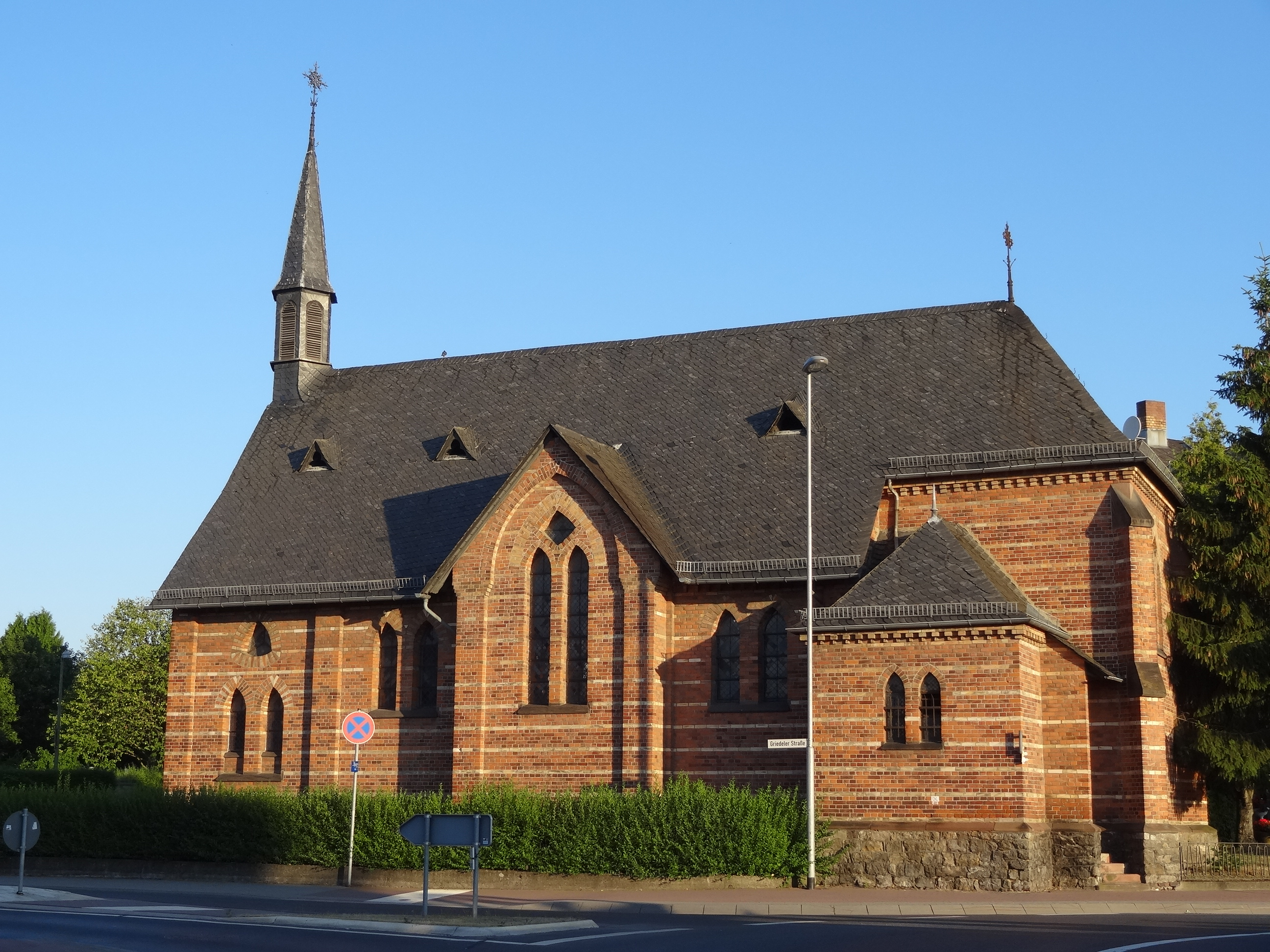
Ehemalige Kirche St. Joseph an der Griedeler Straße, heute Friedhofskapelle

In nachreformatorischer Zeit wurde in Butzbach erstmals wieder im Jahr 1857 eine katholische Messe gefeiert. Den Gläubigen wurde ein Betsaal im Solmser Schloss überlassen. Da die Räume seit 1878 für das Amtsgericht Butzbach genutzt werden sollten, entstanden Pläne zu einem Kirchenneubau. Am 24. Oktober 1880 wurde die neue Kapelle St. Joseph geweiht. Sie erhielt von der evangelischen Markusgemeinde den Marienaltar als Geschenk, mit der Bedingung, dass dieser die Stadt Butzbach nie verlassen darf. Im Jahr 1894 wurde Butzbach zur Pfarrkuratie erhoben.
Ab 1946 kamen zahlreiche schlesische und sudetendeutsche Heimatvertriebene und Flüchtlinge nach Butzbach und Umgebung. Die katholische Gemeinde umfasste in der Nachkriegszeit etwa 10.000 Gläubige. Sie wurden in 18 Orten in einem Gebiet versorgt, das sich bis zum 10 km entfernten Lang-Göns erstreckte. Gottesdienste wurde in Sälen und evangelischen Kirchen abgehalten. Die Gründung von Lokalkaplaneien 1946 in Lang-Göns und in Gambach führte zu einer teilweisen Entlastung. Lang-Göns wurde 1968 unter dem Namen St. Josef zur Pfarrkuratie erhoben.
Seit 1946 wurden Sammlungen für einen Kirchenneubau durchgeführt. Neben Freiwilligen halfen Insassen der Justizvollzugsanstalt Butzbach bei den Ausschachtungsarbeiten und Insassen der Rockenberger Jugendstrafanstalt beim Abbau der Sandsteine in der Grube Rheinbay in Rockenberg. Die dortige bürgerliche Gemeinde stellte den Bausand kostenlos zur Verfügung. Am 30. November 1952 folgte die Grundsteinlegung durch Dekan Winkler aus Bad Nauheim, zur Jahreswende 1952/1953 das Richtfest und am 18. Oktober 1953 die Weihe von St. Gottfried durch Bischof Albert Stohr. Architekt war Jan Hubert Pinand aus Darmstadt, der vor der Vollendung die Leitung niederlegte, weil er mit den Steinmetzarbeiten und ihren Verzierungen nicht zufrieden war. Die Baukosten betrugen knapp 350.000 DM. Der Pfarrei wurden sieben Filialen zugeordnet. 1954 erhielt der Turm sein Vierergeläut. Im selben Jahr wurde das Pfarrhaus errichtet und durch einen schmalen Verbindungsgang mit der Kirche verbunden. St. Joseph wurde am 26. Mai 1954 samt Pfarrhaus an die Stadt Butzbach verkauft und soll als Friedhofskapelle dienen. 1962/1963 wurden ein Kindergarten und für die Schwestern der Butzbacher Missionsgesellschaft Königin der Apostel ein neues Schwesternhaus gebaut. Das Gemeindehaus wurde am 11. Oktober 1975 eingeweiht.

## Architektur

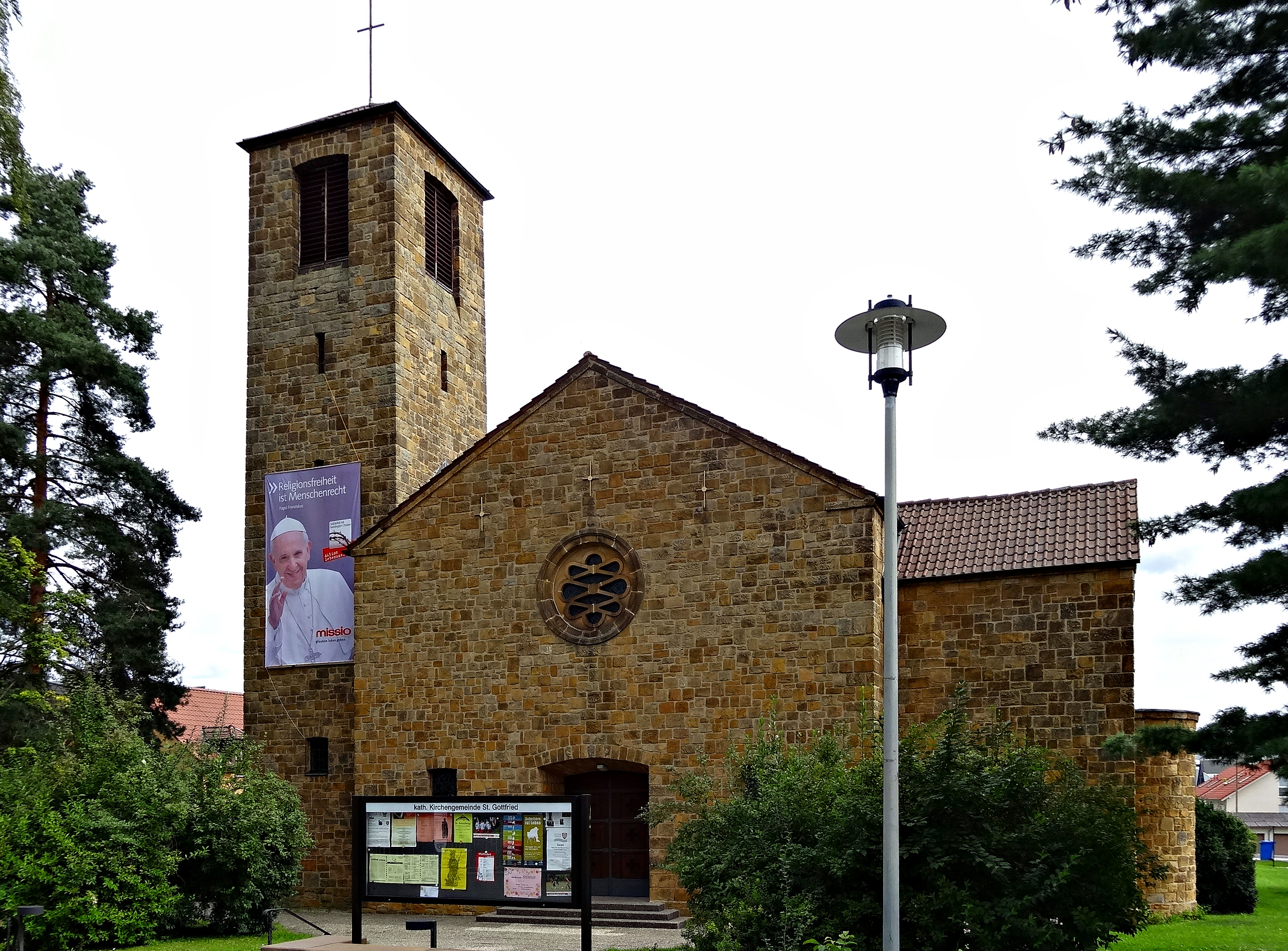
Kirche von Westen

Die geostete Kirche ist westlich des alten Stadtkerns aus Gelbsandstein errichtet, der im nahen Rockenberg gebrochen wurde. Der blockhafte Baukörper im Stil der Basilika orientiert sich am romanischen Kirchenbau, ohne historisierend zu sein. Das Mittelschiff wird durch ein flaches Satteldach abgeschlossen. An der Nordwestecke ist ein schlanker Kirchturm auf quadratischem Grundriss angebaut, der oben vier Schalllöcher mit flachem Stichbogen hat. Das flache Pyramidendach erreicht 20 Meter Höhe und wird von einem schlichten, vergoldeten Kreuz bekrönt. Die Glockenstube beherbergt ein Vierergeläut. Eine Nikolaus-Glocke wurde 1954 von der Gemeinde Obertshausen gestiftet. Die Firma Andreas Hamm aus Frankenthal goss im selben Jahr drei neue Glocken (Ave Maria, St. Joseph, St. Bonifatius). Die Glocken erklingen im Gloria-Motiv auf den Tönen fis1, a1, h1 und d2. Im Nordosten führt ein Verbindungsgang zum Pfarrhaus.
Die Kirche wird an der nördlichen Langseite in der Art eines Obergadens durch hochsitzende Fenster mit flachem Stichbogen und an der Südseite durch hohe, schmale Stichbogenfenster belichtet. An der Nordseite sind die Wände im unteren Teil zurückgenommen und lassen ein niedriges Seitenschiff mit zwei Beichtstühlen entstehen. Im Nordosten ist eine Sakristei angebaut. Das Gotteshaus wird im Westen durch ein Portal mit Stichbogen erschlossen, über dem eine zehnteilige Fensterrosette eingelassen ist, die Karl-Heinz Krebs aus Sandstein gehauen hatte und die Josef Plum aus Mainz mit buntem Glas gefüllt hatte. Die zwei das Westportal flankierenden kleinen Bleiglasfenster mit Stichbogen zeigen die beiden Namenspatrone der Kirche, Gottfried von Cappenberg und Bernhard von Clairvaux, und wurden ebenfalls von Plum gestaltet. An der Südseite umgeben zwei quadratische Anbauten mit Südgiebel und Satteldach die verbreitete Südseite. Der westliche dieser Anbauten hat eine halbrunde Apsis und dient als Taufkapelle; darüber drei kleine Fenster. Das bunte Fenster mit Darstellung der Taufe stammt von Josef Plum. Im Gegensatz zum niedrigen Baukörper im Norden erscheint der Südteil, der innen bis zur Giebeldecke hochreicht, wie ein Seitenschiff: Er wurde speziell zur Aufstellung des Marienaltars konzipiert.

## Ausstattung

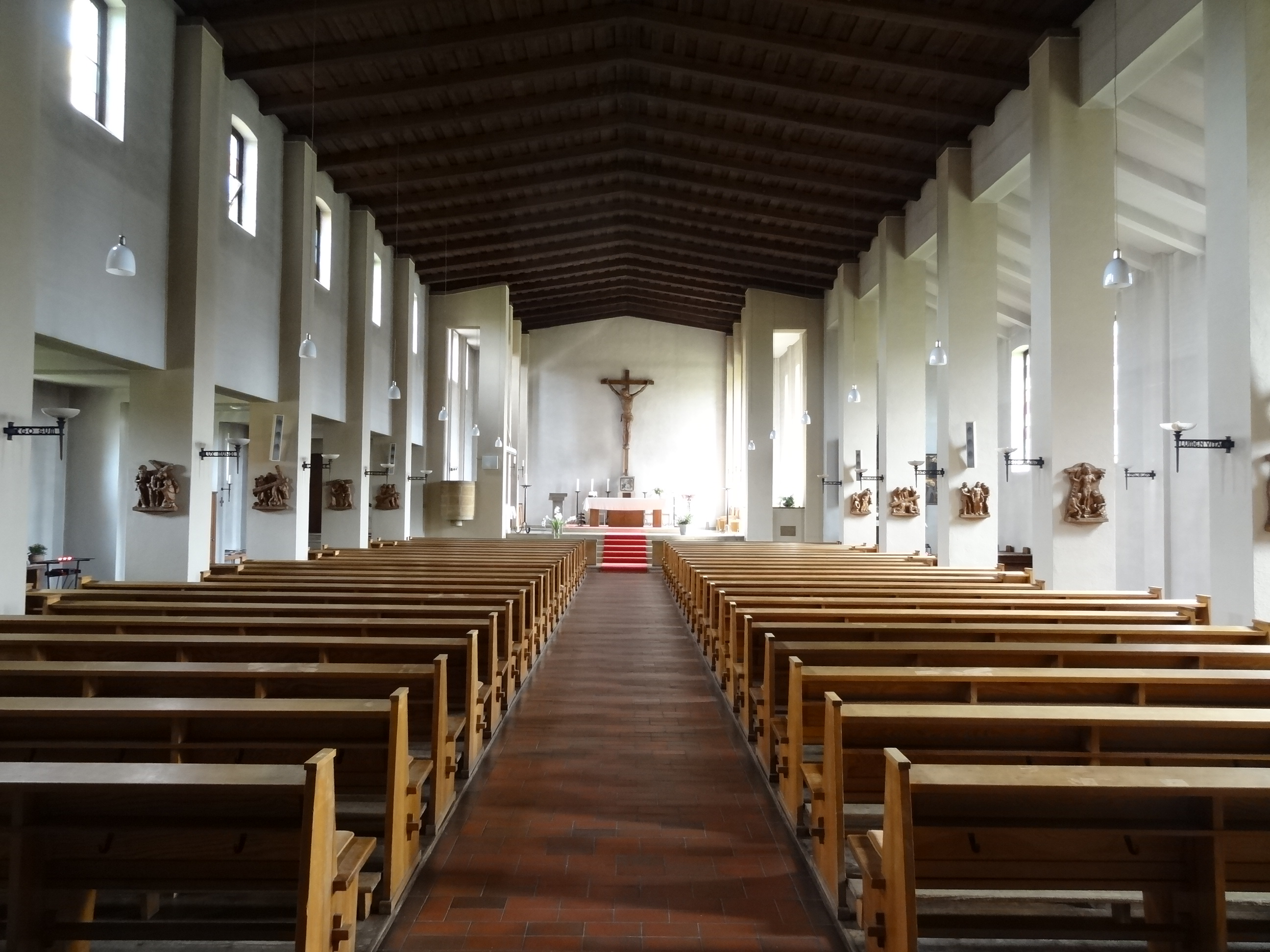
Innenraum mit Blick nach Osten

Der schlicht gestaltete Innenraum wird von einer Holzbalkendecke mit flachem Giebel abgeschlossen. Der östliche Altarbereich ist um sechs Stufen erhöht. Hinter dem Altar ist der kubusförmige Tabernakel auf einem Unterbau aus Gelbsandstein, den Karl-Heinz Krebs behauen hatte, aufgestellt. Die mächtige Altarplatte ruht auf drei massiven Sandsteinstützen. Eingesenkt sind Reliquien von vier Heiligen (St. Pius, St. Vigilans, St. Aucta und St. Gottfried). Ursprünglich stand der Tabernakel auf dem Altar, bis dieser 1978 infolge der Liturgiereform vorgerückt wurde. Schwester Agape Thielen von der Abtei Herstelle schuf den Tabernakel 1954. Seine beiden Fronttüren sind aus Kupfer- und Silberplatten gefertigt und zeigen Elias mit einem Engel. Dieser reicht dem Propheten ein Brot mit den Worten: „NIMM UND ISS, DEIN WEG IST WEIT“, die hier auf die heilige Kommunion bezogen werden. Familie Hermann Josef Abs stiftete dem Bistum Mainz eine moderne Monstranz mit einem entsprechenden Kelch, die der Bischof der Gemeinde überließ. Hinter und über dem Altar wird die Ostwand von einem überlebensgroßen hölzernen Kruzifix des Dreinageltypus beherrscht, das der Bildhauer Heinrich Wohlfahrt aus Steinheim für den Kirchenneubau anfertigte. Kanzel, Taufbecken, Weihwasserbecken, Steinschalen und Teile der Kommunionsbank wurden von Karl-Heinz Krebs aus Sandstein gemeißelt. An den Pfeilern des Mittelschiffs sind moderne, geschnitzte Holzplastiken mit den Kreuzwegstationen (1953) angebracht, die ebenso wie die Weihnachtskrippe (1956) und Fatima-Madonna (1957) von Wohlfahrt geschnitzt wurden. Das schlichte hölzerne Kirchengestühl von der Schreinerei Albrecht Ebner lässt einen Mittelgang frei. Kunsthandwerklich begabte Insassen der Butzbacher JVA entwarfen verschiedene Inventarstücke aus Schmiedeeisen und führten diese aus: Geländer, Kerzenständer, Wandarme der Zwölf-Apostel-Kerzen und die Seitenleuchter mit dem Bibelwort aus Joh 8,12  in lateinischer Sprache.
An der östlichen Stirnseite des nördlichen Seitenschiffs steht eine Pietà unbekannter Herkunft, möglicherweise eine gute gelungene Imitation. Im Seitenschiff ist zudem eine Bronzeplastik von „Ritter Gottfried“ angebracht. Die Kirche besitzt eine barocke Figur der heiligen Agatha (um 1700), die auf einem Teller ihre im Martyrium abgetrennten Brüste zeigt. In der Sakristei ist ein 0,50 Meter großes, schwarzes Kruzifix mit silbernem Korpus aufgestellt. Die Sockelaufschrift an der Rückseite lautet: „Der kath. Gemeinde Butzbach von Mathilde, Großherzogin von Hessen, geb. Prinzessin von Bayern, den 21. Juni 1857“. Eine 1942 gestiftete Josephsfigur, eine Statue des heiligen Bruder Konrad und eine Herz-Jesu-Figur stammen von Bildhauer Philipp August Müller aus Heppenhaim.

## Marienaltar

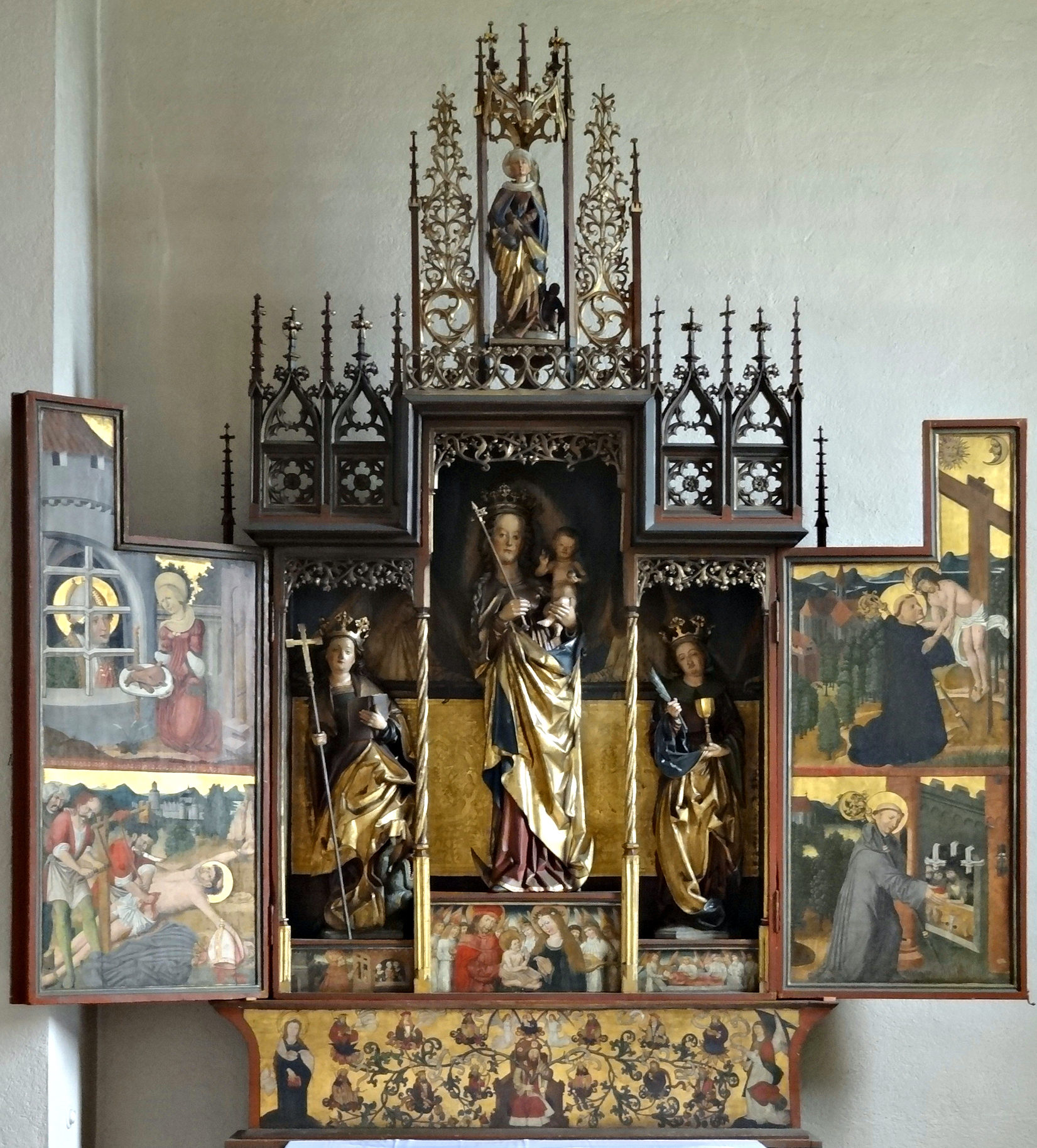
Marienaltar

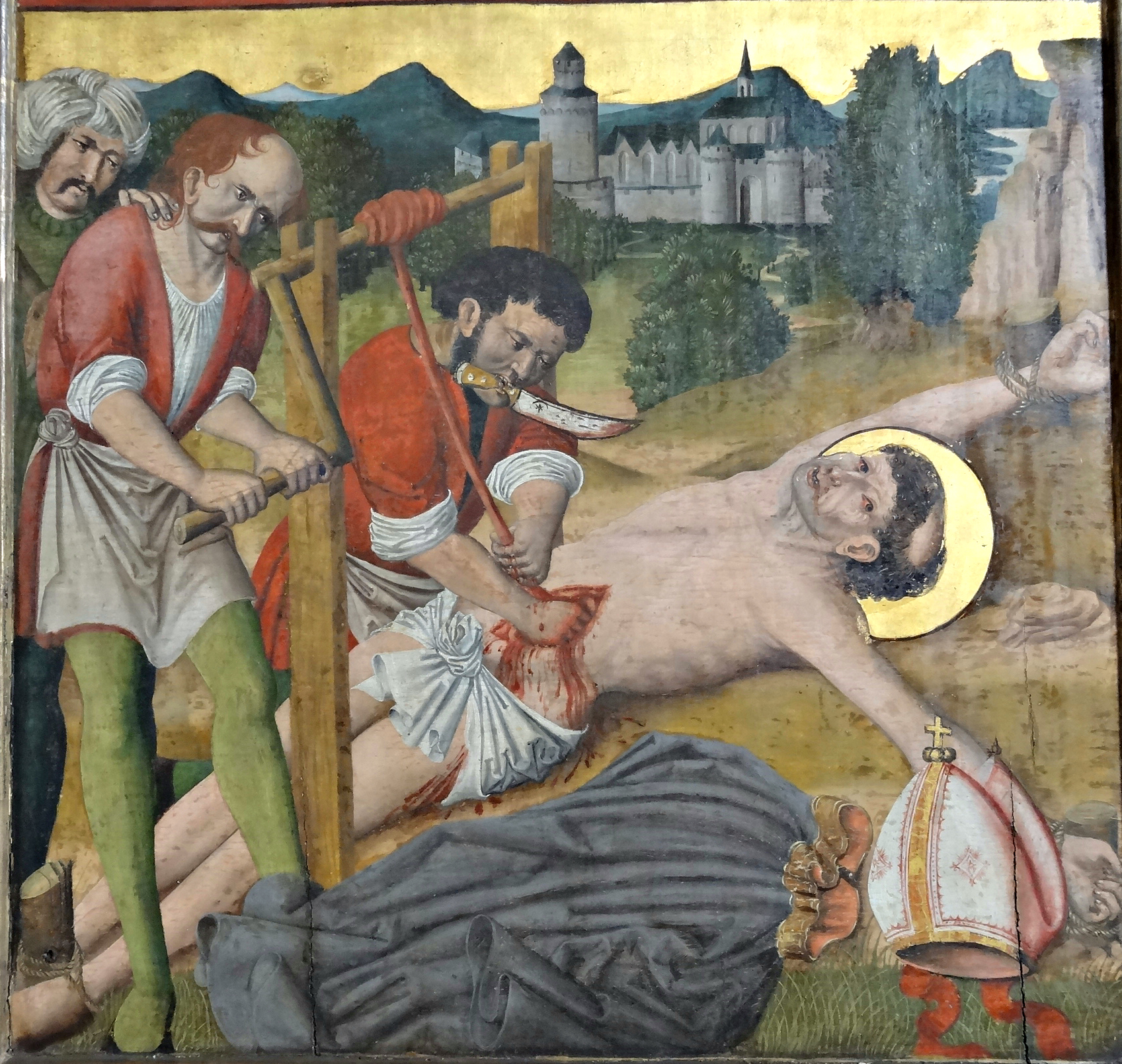
Martyrium des heiligen Erasmus mit einer Darmwinde

Der spätgotische Marienaltar an der östlichen Stirnseite im südlichen Seitenschiff stammt vermutlich aus der Zeit nach 1514, als Leonhard Bracht Propst des Butzbacher Fraterherrenhauses war (1514–1539). Darauf weisen die Szenen mit dem heiligen Leonhard, dem Namenspatron des Propstes, der in Bayern und Österreich, nicht aber in Hessen verehrt wurde. Er stand ursprünglich in der Markuskirche und wurde nach einer Renovierung in Mainz der neugegründeten katholischen Gemeinde im Jahr 1880 unter der Bedingung überlassen, dass er Butzbach nie verlassen dürfe. Der Schreinkasten zeigt im überhöhten Mittelfeld die Himmelskönigin auf einer Mondsichel. Sie wird von der heiligen Barbara und heiligen Margareta flankiert. Alle drei Figuren sind bekrönt und stehen auf bemalten Sockeln. Sie werden durch zwei gedrehte goldene Säulen voneinander getrennt. Die beiden Seitenfiguren stammen aus der Sammlung des Frankfurter Dompfarrers Ernst Franz August Münzenberger und ersetzen die verlorenen gegangenen Figuren wahrscheinlich des heiligen Nikolaus und der heiligen Katharina. Bereits bei der Umsetzung des Altars 1880 in die Josephskirche fehlten sie und wurden provisorisch durch eine Josephsstatue und einen betenden Engel ersetzt. Das mittlere Sockelbild stellt die Heilige Familie dar: Das Jesuskind hält ein geöffnetes Buch mit zwei Psalmversen (Ps 45,2  und Ps 72,1 ) in lateinischer Sprache. Das Bild unter Margareta zeigt den heiligen Nikolaus, der mit seinen Geldbörsen drei Mädchen vor der drohenden Sklaverei bewahrt, und das Bild unter Barbara das Begräbnis der heiligen Katharina. Der Hintergrund des Schreinkastens ist mit vier Engeln bemalt, die einen goldenen Vorhang halten. Zentral steht Gottvater, der seine Hand zum Segensgruß erhoben hat.
Die Außenflügel sind beidseitig bemalt und zeigen innen drei Nothelfer. Auf der linken Innenseite ist der heilige Blasius im Bischofsgewand im Gefängnis zu sehen, dem eine Frau auf einem Teller Kopf und Füße eines wiederbeschafften Schweins bringt. Darunter wird das Martyrium des heiligen Erasmus mittels einer Darmwinde geschildert. Die rechte Innenseite zeigt Szenen aus dem Leben des heiligen Bernhard von Clairvaux und des heiligen Leonhard von Limoges. Während sich im oberen Bild der Gekreuzigte dem Abt Bernhard zuneigt, befreit der heilige Leonhard im unteren Bild drei Gefangene, deren Füße in einem Holzblock gefesselt sind. Die Außenseiten zeigen die Verkündigungsszene, die den Liesborner Altar zum Vorbild hat. Auf der Predella erscheint die Wurzel Jesse auf vergoldetem Hintergrund. Der sekundär ergänzte neogotische Aufbau wird aus feinem, durchbrochenem Schnitzwerk mit Kielbögen, Kreuzblumen und Fialen gebildet, in dessen Mitte eine kleine Figur der Elisabeth von Thüringen aus der zweiten Hälfte des 17. Jahrhunderts angebracht ist.

## Orgel

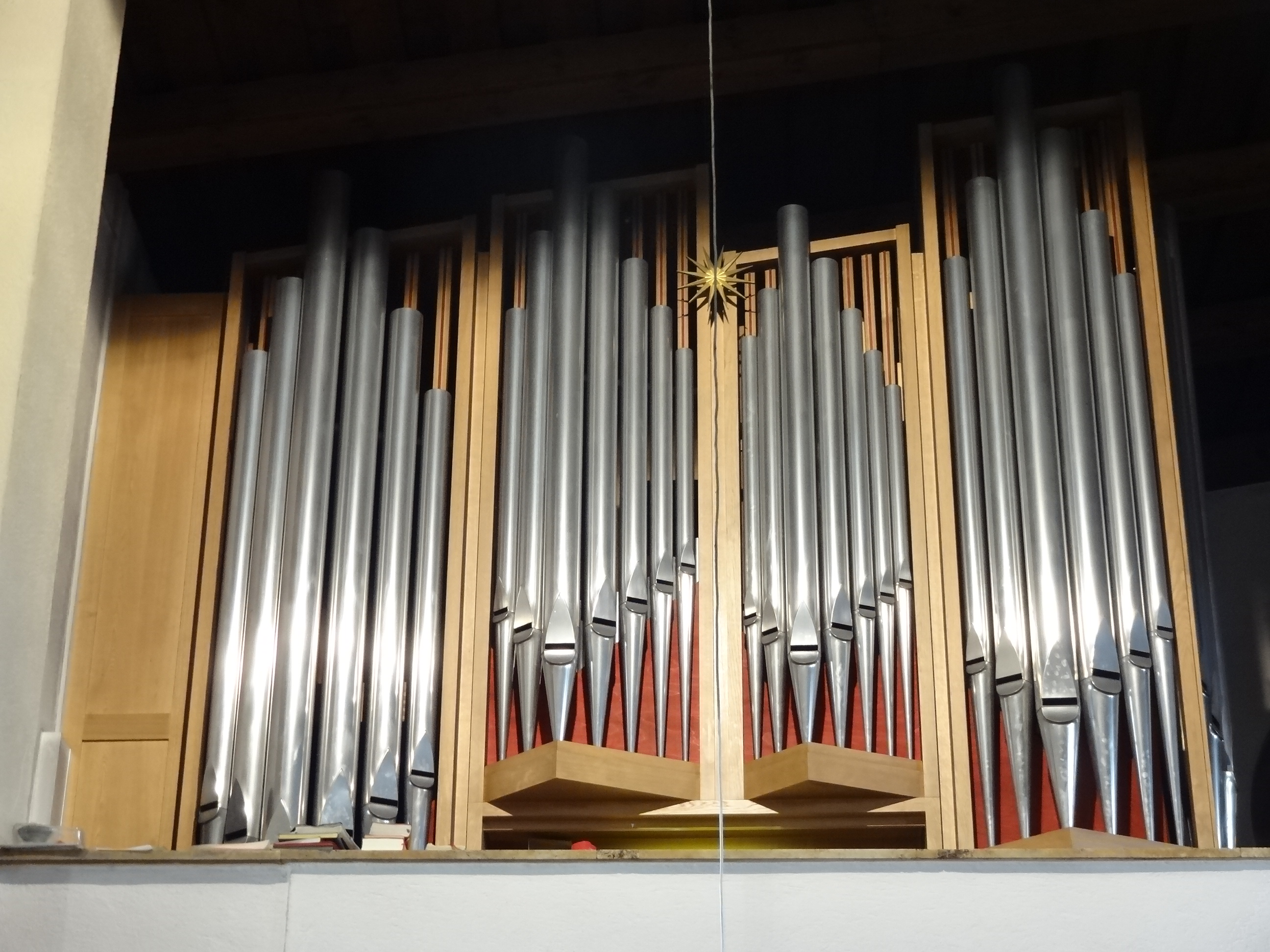
Jehmlich-Orgel von 2001

Für den Vorgängerbau erwarb die Kirchengemeinde im Jahr 1906 eine gebrauchte Orgel von Franz Riederer aus Landshut, die über sieben Register verfügte. Das Instrument wurde 1937/1938 durch einen Neubau von Johannes Klais Orgelbau (Opus 912) mit elf Registern auf zwei Manualen und Pedal hinter einem Freipfeifenprospekt ersetzt. Es wurde 1953 in die neue Kirche umgesetzt und in diesem Zuge von Erich Breitmann umgebaut. Die vormals pneumatischen Kegelladen wurden nun elektropneumatisch angesteuert und die Disposition auf 17 Stimmen erweitert. Im Jahr 2001 schuf Jehmlich Orgelbau Dresden für 525.000 DM eine neue Orgel mit mechanischen Schleifladen, elektrischer Registertraktur und 27 Registern, die sich auf zwei Manuale und Pedal verteilen. Das Schwellwerk ist französisch-romantisch konzipiert. Die Disposition lautet wie folgt:
| I Hauptwerk C–a3 |       |
| Bordun           | 16′   |
| Prinzipal        | 8′    |
| Rohrflöte        | 8′    |
| Oktave           | 4′    |
| Spitzflöte       | 4′    |
| Oktave           | 2′    |
| Cornet V         | 8′    |
| Mixtur IV        | 1 ⁄3′ |
| Trompete         | 8′    |
| Tremulant        |       |

| II Schwellwerk C–a3  |        |
| Doppelflöte          | 8′     |
| Salicional           | 8′     |
| Voix céleste         | 8′     |
| Prinzipal            | 4′     |
| Flute octaviante     | 4′     |
| Nasard               | 2 ⁄3′  |
| Octavin              | 2′     |
| Terz                 | 1 3⁄5′ |
| Mixtur III–IV        | 8′     |
| Trompette harmonique | 8′     |
| Hautbois             | 8′     |
| Tremulant            |        |

| Pedal C–f1 |     |
| Untersatz  | 16′ |
| Zartbass   | 16′ |
| Oktavbass  | 8′  |
| Flute      | 8′  |
| Oktave     | 4′  |
| Posaune    | 16′ |
| Trompete   | 8′  |

- Koppeln: II/I, I/P, II/P
- Spielhilfen: Tutti, 4000fache Setzeranlage